# ژن خانه‌بان
ژن خانه‌دار یا ژن خانه‌بان به ژن‌هایی می‌گویند که ساختاری هستند و یاخته‌ها به آنها برای پاسداری نگهداشت کارکردشان، به‌ویژه کارکردهای پایه‌ای یاخته، نیاز دارند. این ژن‌ها در همهٔ یاخته‌های جانداران بیان می‌شوند.